# 1437 Diomedes
1437 Diomedes este o planetă minoră (asteroid), cu un diametru de 117,786 km, din Asteroid troian al lui Jupiter. A fost descoperită pe 3 august 1937 la Observatorul Königstuhl de Karl Wilhelm Reinmuth și a fost numită după Diomede. 
Obiectul prezintă o orbită caracterizată de o semiaxă mare de 5,2015235 UAi, o excentricitate de 0,043, o înclinație de 20,515 ° în raport cu ecliptica.